# Stephanopis borgmeyeri
Stephanopis borgmeyeri là một loài nhện trong họ Thomisidae.
Loài này thuộc chi Stephanopis. Stephanopis borgmeyeri được Cândido Firmino de Mello-Leitão miêu tả năm 1929.